# Ґути-Буйно
Ґути-Буйно (пол. Guty-Bujno) — село в Польщі, у гміні Острув-Мазовецька Островського повіту Мазовецького воєводства.
Населення — 176 осіб (2011).
У 1975-1998 роках село належало до Остроленцького воєводства.

## Демографія
Демографічна структура станом на 31 березня 2011 року:
|          | Загалом | Допрацездатний вік | Працездатний вік | Постпрацездатний вік |
| -------- | ------- | ------------------ | ---------------- | -------------------- |
| Чоловіки | 94      | 19                 | 60               | 15                   |
| Жінки    | 82      | 15                 | 44               | 23                   |
| Разом    | 176     | 34                 | 104              | 38                   |